# Kunstausstellung Kühl
Die Kunstausstellung Kühl wurde 1924 von Heinrich Kühl in Dresden gegründet und wird heute in der dritten Generation als Familienbetrieb geführt. Sie etablierte sich neben der Galerie Arnold, dem Kunstsalon Emil Richter und der Galerie Neue Kunst Fides schnell als wichtiges Forum für moderne Kunst mit einem Schwerpunkt für Dresdner Kunst. Gezeigt wurden in dieser Zeit unter anderem Werke von Künstlern wie Christoph Voll, Karl Hofer, Paul Wilhelm, Josef Hegenbarth, Otto Dix, die Maler der Brücke, Hans Hartung, Hermann Glöckner, El Lissitzky, Piet Mondrian und László Moholy-Nagy.

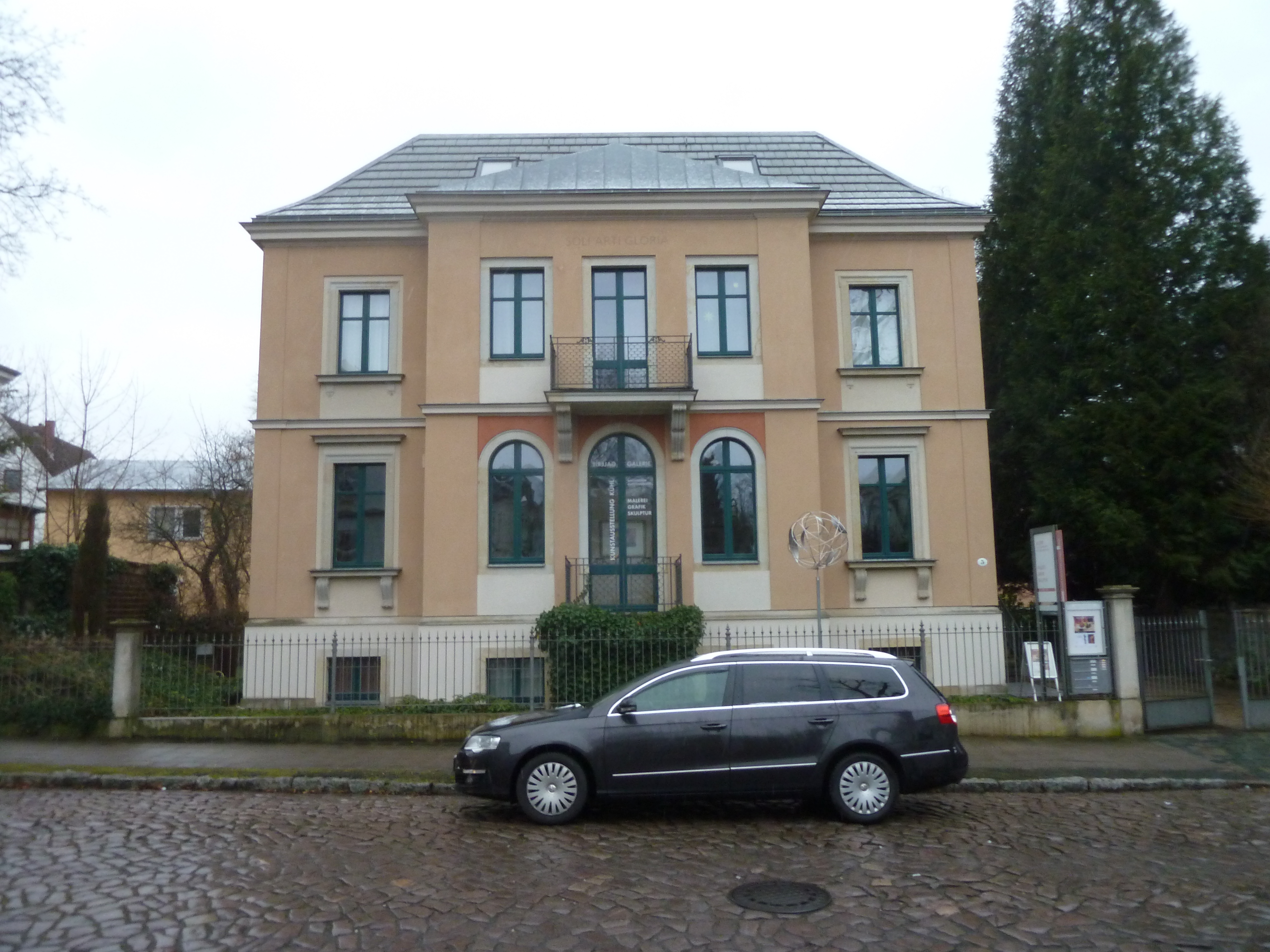
Die Villa Nordstraße 5 in Dresden-Neustadt ist seit 1999 Sitz der Kunstausstellung Kühl.

Den Repressionen des NS-Staates konnte sich Heinrich Kühl mit dem Betrieb einer Etagengalerie teilweise entziehen. Gezeigt wurden während der ganzen Nazi-Jahre weiterhin viele Werke von im offiziellen Kunstbetrieb nicht mehr geduldeten Künstlern wie Hans Theo Richter und Curt Querner. Angeboten wurde in dieser Zeit auch unverfängliche asiatische Kunst. Unter der Hand wurden aber weiterhin Werke von Emil Nolde, Otto Dix, Paul Klee sowie Druckgraphiken von Wassily Kandinsky, Lyonel Feininger und Marc Chagall verkauft.

## Geschichte
Heinrich Kühl, geboren 1886 in Hannover, absolvierte eine Lehre als Buchhändler und arbeitete nach Aufenthalten in Hamburg und England ab 1911 als leitender Mitarbeiter in der Dresdner Galerie Arnold. 1924 machte sich Heinrich Kühl selbständig und eröffnete im ehemaligen Hotel Kaiserhof am Neustädter Markt am Fuße der Friedrich-August-Brücke die Kunstausstellung Kühl. Die Galerie verfügte über drei Ausstellungsräume im Hochparterre. Nach 1933 wurden die Räumlichkeiten vermehrt durch Dienststellen der NSDAP vereinnahmt und es kam zu Auseinandersetzungen aufgrund der als provokant empfundenen Exponate. 1936 zog die Kunstausstellung Kühl an die altstädtische Kleine Brüdergasse 21 in die zweite Etage.
Der Ausstellungsbetrieb wurde während der gesamten Kriegszeit fortgeführt. So gab es 1943 eine Ausstellung von Hans Jüchser und Curt Querner. Unter der Hand wurde auch als entartet eingestufte Kunst verkauft. Bei den Luftangriffen auf Dresden wurde am 13. Februar 1945 die Kunsthandlung Kühl zerstört. Dabei verbrannte auch die gerade laufende Ausstellung mit dem fast vollständigen Frühwerk von Ernst Hassebrauk.

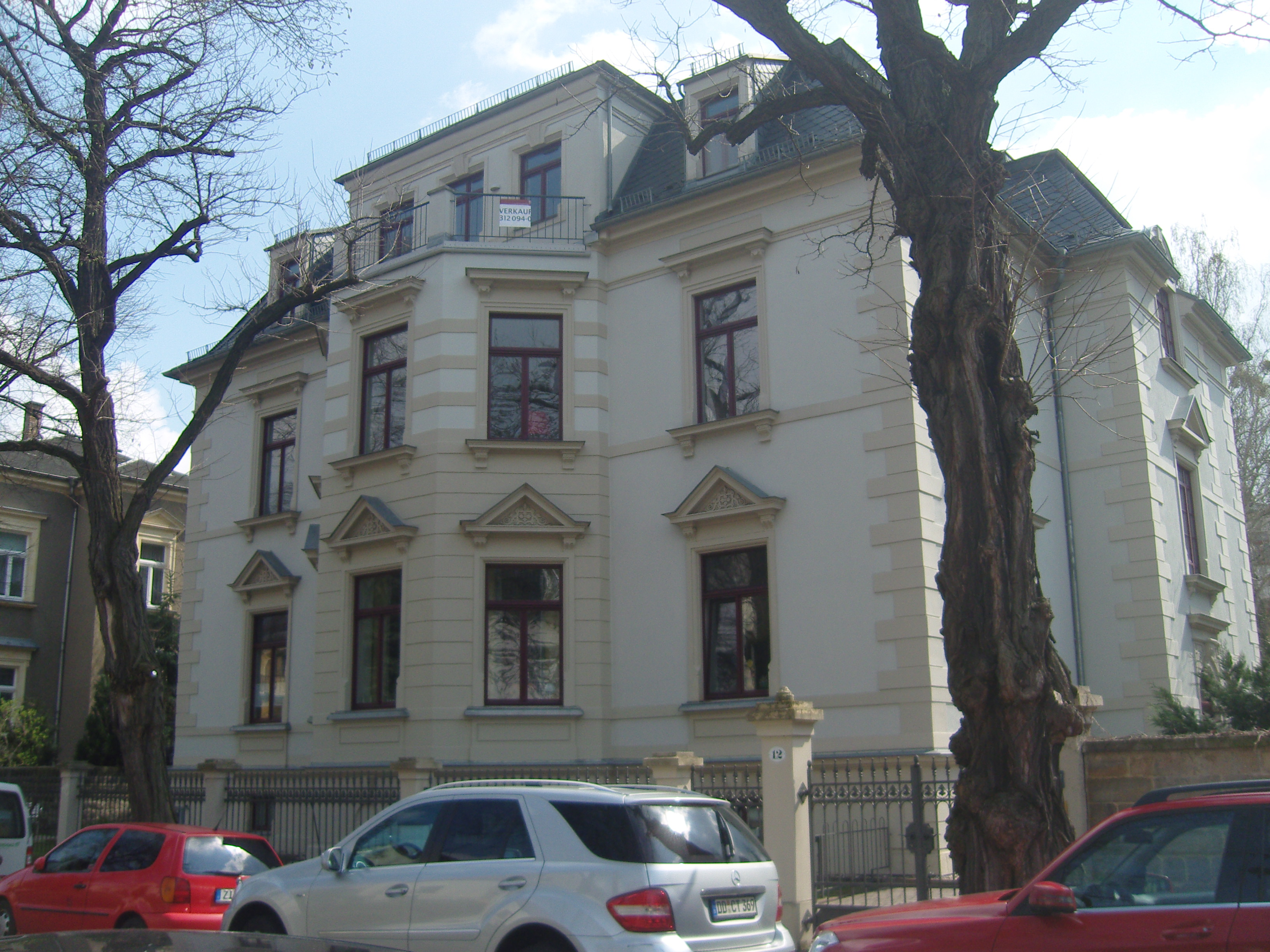
In der Villa Zittauer Straße 12 befand sich die Kunstausstellung von 1945 bis 1999.

Bereits kurz nach dem Krieg, noch im Jahr 1945, nahm Heinrich Kühl im 1. Obergeschoss des neuen Standortes an der Zittauer Straße 12 in der Radeberger Vorstadt die Ausstellungstätigkeit wieder auf. Ab 1946 wurden wieder regelmäßig Ausstellungen gezeigt. Die Kunstausstellung Kühl war lange Zeit eine der wenigen Möglichkeiten in Dresden auszustellen. Erneut wurden vor allem Dresdner Künstler präsentiert. Gezeigt wurden aber auch Künstler mit abstrakten Tendenzen wie Ernst Wilhelm Nay und Karl Otto Götz.
1965 übernahm der Sohn Johannes Kühl die Leitung der Galerie. Gezeigt wurde weiterhin eine wohlerwogene Mischung aus älteren und neueren Werken. Mit viel persönlichem Einsatz und Geschick gelang es Johannes Kühl sein behördlich beargwöhntes und vom offiziellen Kurs des Sozialistischen Realismus abweichendes Ausstellungsangebot aufrechtzuerhalten und bewahrte die Galerie vor der Schließung durch den Staat. Johannes Kühl führte die Galerie auch erfolgreich über die Wendezeit von 1989 bis ins Jahr 1994.
Seit 1994 wird die Kunsthandlung Kühl in der dritten Generation durch Sophia-Therese Schmidt-Kühl (* 1961) geführt. 1999 zog die Kunsthandlung Kühl in neue Räumlichkeiten an der Nordstraße 5. Es finden weiterhin regelmäßig Ausstellungen statt.